# Нурумбал (Звениговский район)
Нурумбал (мар. Нурӱмбал) — деревня в Звениговском районе Республики Марий Эл. Входит в состав Кужмарского сельского поселения.

## География
Находится в южной части республики Марий Эл на расстоянии приблизительно 21 км по прямой на север-северо-восток от районного центра города Звенигово.

## История
Известна с 1883 года, в 1897 году здесь было учтено население 121 человек. Позднее в деревне было учтено 136 жителей (1908 год), 42 хозяйства и 189 жителей (1926). В советское время работал колхоз имени Чапаева.

## Население
Население составляло 217 человек (мари 97 %) в 2002 году, 165 в 2010.